# بریستول پرسئوس
بریستول پرسئوس (به انگلیسی: Bristol Perseus) یک هواگرد ساختِ کارخانهٔ بریستول ایروپلین در کشور بریتانیا است .